# پاسارگادیان
پاسارگادیان یکی از قبایل پارس بودند. بر اساس اسناد مورخان یونانی قبایل پارسی به شش طایفهٔ شهری و ده‌نشین و چهار طایفهٔ چادرنشین تقسیم می‌شدند.
طبق گفته ی آن‌ها طایفه‌های شهری عبارت بودند از: پاسارگادیان، مرفیان، ماسپیان، پانتالیان، دروسیان، گرمانیان که مهم‌ترین آن‌ها پاسارگاردیان بودند و قبیلهٔ هخامنشی و پادشاهان ناحیهٔ پارس از این قبیله هستند.
همچنین چهار طایفهٔ چادرنشین عبارتند از: دائی‌ها، مردها، دروپیک‌ها، ساگارتی‌ها

## بازماندگان

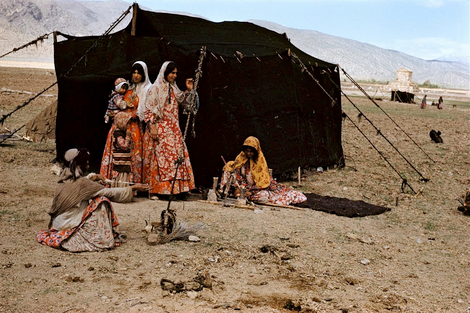
یک خانواده باصری در کنار پاسارگاد

پاسارگادیان از کوروش حمایت کرده و سلسلۀ هخامنشیان را به وجود آوردند؛ آن‌ها که در سده‌های نخست میلادی به ایل کاریان ملقب گشتند، اردشیر بابکان را در بنیانگذاری حکومت ساسانیان یاری دادند و مورد توجه ویژۀ پادشاهان ساسانی قرار گرفتند. به‌طوری‌که مرکز حکومتی آنان شهر مذهبی کاریان شد. ایل کاریان در مقابل حملۀ اعراب سخت مقاومت کرد و شهر کاریان چهار بار توسط اعراب محاصره و فتح شد. پس از مهاجرت تعدادی از قبایل اعراب به فارس امور حکومتی ایل کاریان در اختیار اعراب قرار گرفت. این قبیله در دورۀ ساسانیان به نام رم کاریان و در سده‌های پسین از اسلام به پارسیان معروف شد و ایل باصری که هنوز هم در استان فارس به زندگی کوچی خود ادامه می‌دهد بازماندۀ آنان در سده‌های معاصر به‌شمار می‌آید.
براساس سخنان مسعودی تاریخ‌نگار سدۀ چهارم در سرزمین فارس طایفه‌ای به نام پارسیان زندگی می‌کرده‌اند که بازماندگان همان ایل کاریان بوده‌اند. آن‌ها در زمان آل بویه به دو گروه تقسیم گشته و به ترتیب ضمیمۀ ایل عرب خمسه و ایل قشقایی گشتند. این دو گروه در زمان فتحعلی شاه قاجار دوباره با یکدیگر متحد شده و ایل باصری را تشکیل دادند که تا به امروز پابرجا مانده‌اند و آن‌ها را می‌توان میراث‌بان فرهنگ و تمدن هخامنشی‌ها و ایل کاریان دانست.طایفه  علی میرزایی که در شمال خراسان و شهر سرخس پراکنده هستند و آن مقدار که در استان فارس می باشند بازماندگان همان ایل پاسارگادی بزرگ می‌باشند. طایفه مستقل و پارسی زبان چهارراهی که در شمال شرق فارس سکونت دارند؛ بازماندگان همان پارسیان کوچرو هستند.